# Arnac
 Arnac  es una población y comuna francesa, en la región de Auvernia-Ródano-Alpes, departamento de Cantal, en el distrito de Aurillac y cantón de Laroquebrou.

## Demografía
| 321 | 305 | 276 | 209 | 203 | 173 |
| Para los censos de 1962 a 1999 la población legal corresponde a la población sin duplicidades (Fuente: INSEE [Consultar]) |     |     |     |     |     |